# Forbes (Украина)
Украинская версия журнала Forbes издаётся с марта 2011 года.

## История
Издателем журнала выступила UMH group (Украинский Медиа Холдинг). О получении лицензии на издание заявил основатель UMH group Борис Ложкин 13 августа 2010 года.
Осенью 2011 года запущено приложение Forbes Woman. В сентябре 2012 начал работать сайт forbes.ua, ещё через год запускается iPad-версия издания.
По заявлению Мигеля Форбса, отвечающего за глобальное развитие бренда Forbes, украинский Forbes — в первой пятёрке по показателям. Другие страны, где Forbes наиболее успешен — Россия, Китай, Индия и Польша.
Первым главным редактором стал Владимир Федорин, до этого занимавший должность заместителя главного редактора российской версии Forbes. В июне 2013 Владимир Федорин заявил о том, что покидает издание в связи со сменой владельца компании.В июне 2013 года было объявлено, что группа компаний «ВЕТЭК» Сергея Курченко приобрела один из крупнейших медиа-холдингов Украины — UMH group. Главный редактор «Forbes Украина» (входит в UMH group) Владимир Федорин считает продажу «Forbes Украина» концом проекта в его нынешнем виде и убежден, что покупатель преследует одну из трех целей: заткнуть журналистам рот перед президентскими выборами, обелить собственную репутацию, использовать издание для решения вопросов, не имеющих ничего общего с медиа-бизнесом. 5 ноября 2013 года, группа компаний ВЕТЭК Сергея Курченко внесла последнюю часть платежа, предусмотренного соглашением о покупке медиа-холдинга. Управлять UMH Group будет специально созданное подразделение ВЕТЭК — компания «ВЕТЭК-Медиа». С июля 2013 главным редактором является Михаил Котов, до этого возглавлявший редакцию «Газета.Ru»
13 ноября 2013 года 14 журналистов украинского Forbes написали заявления об увольнении из-за «попыток изменить редакционную политику».
В марте 2014 г. портал «BuzzFeed» опубликовал информацию о том, что американский издательский дом «Forbes» отзывает у компании «UMH Group» лицензию на выпуск украинской версии журнала Forbes. Новость появилась после того, как семью «Форбс» покинул Мигель Форбс, бывший медиасоветник Курченко. Все это время редакция издания находилась в подвешенном состоянии, но коллективу журнала и сайта объявили, что лицензия все же остается у Сергея Курченко.
А уже в сентябре 2014 г. председателем наблюдательного совета UMH group назначили депутата Верховной Рады от «Партии регионов» Елену Бондаренко.
7 августа 2015 г. новостной сайт украинской версии журнала «Forbes» внезапно изменил свой адрес с forbes.ua на forbes.net.ua, что свидетельствовало о проблемах с торговой маркой. А 8 августа 2015 г. был опубликован комментарий представителя Forbes, в котором утверждается, что согласно распоряжению американского правительства, Forbes на 6 августа 2015 года сделал все действия, чтобы отказать Forbes Украина в доступе к контенту и бренду. В связи с этим, Forbes больше не предоставляет UMH Group авторизованный доступ к бренду Forbes для сайта UMH или доступ к домену forbes.ua.
30 марта 2020 года издание Forbes объявило о возвращении на Украину. На должность главного редактора вернулся Владимир Федорин.
Первый печатный номер после перезапуска (за июнь) поступил в продажу 29 мая 2020 года.